# Karl Helfferich
Karl Theodor Helfferich (né le 22 juillet 1872 - mort le 23 avril 1924 dans la catastrophe ferroviaire de Bellinzone) est un homme politique, économiste et financier allemand. 
Issu des milieux d'affaires, et non de l'appareil d'État prussien ou allemand, il exerce entre 1915 et 1917 d'importantes fonctions ministérielles au sein du gouvernement du Reich. En 1918, il sert comme ambassadeur d'Allemagne en Russie, succédant à Wilhelm Mirbach assassiné.

## Économiste et banquier
Banquier, proche du chancelier du Reich, Theobald von Bethmann-Hollweg, il publie en 1913 un ouvrage sur l'état économique du Reich, dressant un tableau précis de l'économie allemande peu de temps avant le déclenchement de la Première guerre mondiale. Au titre de cette expertise, il est consulté par le gouvernement américain sur la réorganisation du système bancaire des États-Unis.

### Banquier
Défendant les intérêts de la Deutsche Bank, sa banque, engagée dans le financement du Bagdadbahn, il tente de défendre les positions du Reich dans la Mitteleuropa par les prises de positions de sa banque dans la région. Cependant, devant l'ampleur financière de la tâche, il alerte le 29 mai 1914 le gouvernement du Reich sur la vanité de ces efforts à terme, le Reich ne pouvant répondre favorablement à une demande de prêts des États liés à lui par une alliance politique, la Bulgarie, la Roumanie et l'empire ottoman,. En 1917, membre du gouvernement, il n'hésite pas à saper l'autorité de ses collègues partisans d'une paix négociée avec les Alliés, comme il s'oppose durement à Ottokar Czernin, alors ministre austro-hongrois des affaires étrangères, sur la question des buts de guerre et de la poursuite du conflit. 

### Idées
Responsable du bureau Hellferich à partir de la fin de l'année 1917, il voit la guerre et les futures négociations de paix sous un œil nouveau, en décalage par rapport à ses collègues et interlocuteurs dans le Reich,. 
Ainsi, il défend l'idée d'une unité d'action entre les différents acteurs de la politique étrangère du Reich, souhaitant une étroite collaboration entre l'État et les sociétés privées pour l'élaboration des traités de paix. Cette collaboration ne serait rendue possible que par la mise en place d'une direction centralisée.

### Premiers mois du conflit
Dans les premiers mois de la Grande Guerre, il participe, avec ses collègues banquiers et les principaux responsables économiques du Reich, à la formalisation des objectifs économiques poursuivis par le Reich à ce moment du conflit, notamment dans le cadre de la société du mercredi, mise en place par Hans Delbrück. 
Dans le même temps, proche des milieux gouvernementaux, il fait partie des proches confidents des militaires, notamment Helmuth Johannes Ludwig von Moltke, alors chef d'état-major de l'armée allemande : ce dernier partage avec lui, peu de temps avant la bataille de la Marne, ses vues pessimistes sur les capacités réelles de l'armée allemande à l'issue des six premières semaines de campagne.

## Ministre
Proche du Groupe de réflexion impérialiste Neue Deutschland, il soutient la politique du chancelier dans les premiers mois du conflit, orientant la rédaction du Programme de septembre. 

### Fonctions ministérielles
Karl Helfferich exerce les fonctions de secrétaire d'État au Trésor du 31 janvier 1915 au 22 mai 1915 ; il est aussitôt nommé secrétaire d'État à l'Intérieur, il exerce cette fonction jusqu'au 22 mai 1916, date de sa nomination au poste de vice-chancelier du Reich.
À ces fonctions, se substituent à partir du 22 mai 1916, les fonctions de vice-chancelier. Il exerce ses fonctions jusqu'au 9 novembre 1917, date du retrait de Georg Michaelis, son propre départ étant présenté comme une démission.

### Rôle dans le conflit
Secrétaire d'État au trésor, il participe à la définition de la politique économique et commerciale du Reich. Ainsi, en 1915, en mai il s'oppose à la mise en place de droits de douane préférentiels entre le Reich et son allié austro-hongrois, mais ne rejette pas, pour des motifs politiques, le principe d'une union douanière avec la double monarchie,, puis en novembre, il propose sa vision des conditions allemandes à l'union douanière avec la double monarchie, sans succès. 
Ministre de l'intérieur du Reich, il participe aux décisions du Reich durant le conflit, assistant régulièrement aux différents conseils de la couronne impériale allemande et aux négociations entre membres de la Triplice,. Ainsi, en 1915, lors des premiers pourparlers avec la double monarchie, nouvellement nommé secrétaire d'État au Trésor, il participe à la mise en place des bases pour la négociation commerciale, économique et politique avec la double monarchie.
Son poste de secrétaire d'État au Trésor, puis de vice-chancelier, lui donne une place stratégique dans la gestion du conflit par le Reich. Dès sa nomination, il donne son accord pour le financement de mouvements révolutionnaires ou pacifistes chez les Alliés. De plus, partisan d'un union douanière avec la double monarchie, il multiplie les échanges avec des responsables autrichiens et hongrois, à Vienne ou à Budapest. Ainsi, il propose, le 15 janvier 1917 à ses collègues ministres du Reich, puis au Reichstag dans les jours suivants, son projet d'union douanière geramno-austro-hongroise, à mi-chemin entre l'union douanière complète et la mise en place de simples tarifs préférentiels entre les deux pays; contesté, il en propose une autre version le 31 mars. 
De même, proche de Bethmann-Hollweg, il se montre plus nuancé que les militaires dans l'expression et la définition des buts de guerre du Reich. Au fil du conflit, il se positionne en faveur d'annexions formelles de plus en plus limitées en Europe, souhaitant transformer la Belgique, de la Pologne, et, à partir de 1917, des pays baltes en autant de glacis pour le Reich,. 
Ainsi, au début de l'année 1917, conscient des implications de l'entrée des États-Unis dans le conflit aux côtés des Alliés, il se montre fermement opposé à la reprise de la guerre sous-marine, se plaçant ainsi sur la ligne politique de l'ambassadeur du Reich à Washington, le Comte Bernstoff. Il conteste les conclusions des militaires, Erich Ludendorff et Paul von Hindenburg. Ainsi, rapidement en 1917, il se montre partisan de la mise en place d'Ètats formellement indépendants, en Pologne, en Lituanie et Courlande, mais fortement liés au Reich par une union personnelle et des accords politiques, économiques et militaires. 
De même, devant le changement de paradigme induit par la Révolution de février et l'entrée dans le conflit des États-Unis aux côtés des ennemis du Reich, il soutient, par réalisme, Bethmann-Hollweg lors de son annonce du remplacement, après le conflit, du suffrage par classes par le suffrage universel, contre l'avis des conservateurs et des nationalistes, soutenus par les militaires.

### Nouvelles fonctions
Acteur du gouvernement de Theobald von Bethmann-Hollweg, il est entraîné dans sa disgrâce en 1917. Cependant, il parvient à sauvegarder son poste, mais est très affaibli au sein de l'équipe gouvernementale de Michaelis.  
Démissionné le 9 novembre 1917, sous la pression des militaires, il retrouve un poste gouvernemental, avec rang de ministre d'État, en tant que chargé du « service spécial de préparations des négociations de paix », dans le contexte du succès de la Révolution bolchevique. La compétence de son département, le bureau Helfferich, s'étend rapidement à l'ensemble des négociations de paix menées par le Reich avec ses anciens adversaires, la Russie dès le 4 décembre, jour de sa nomination, puis la Roumanie à partir du 14 décembre, enfin l'ensemble des Alliés à compter du 23 décembre,. À ce titre, il est régulièrement consulté, notamment lors de la réunion du 6 avril 1918, durant laquelle il expose assez précisément aux dirigeants politiques et militaires du Reich la manière dont son bureau perçoit l'après-guerre, proposant notamment un schéma pour la rédaction des traités de commerce que le Reich serait amené à conclure avec ses partenaires commerciaux. 
Dans ce cadre, il doit simplement coordonner les principaux acteurs institutionnels intéressés aux négociations de paix et définir les thèmes principaux que doivent aborder les négociateurs allemands, ainsi que le revendications principales. Cette coordination est rapidement réduite à un rôle de conseil et de centralisation des exigences des autres ministères, appartenant au cabinet du Reich ou au cabinet prussien; compétent pour les États défaits ou issus de l'éclatement de l'empire russe, il est écarté des négociations austro-allemandes, tout en étant tenu informé de leur avancée.

## Helfferich et la Russie Bolchevique
Dès les premiers jours du régime bolchevique, Helfferich intervient pour fixer les objectifs fixés par le Reich au nouveau gouvernement. 

### Négociateur
Dans le cadre de ces nouvelles fonctions, Helfferich, dépendant directement du chancelier du Reich, a la charge de coordonner les exigences du Reich en matière économique, base de la négociation avec les Russes. Ainsi, le 22 décembre 1917, il définit le rétablissement de relations commerciales normales comme l'un de ses objectifs prioritaires. 
Dans ce cadre, il préside de nombreuses réunions entre les différents acteurs de la négociation. De ce fait, il est régulièrement informé des objectifs poursuivis par les grandes entreprises allemandes en Russie, par le biais de mémoires rédigés par les services de ces grandes entreprises dont il est également destinataire et rappelle ces objectifs dans ses correspondances avec le gouvernement du Reich. 
Partisan de la réalisation d'un ambitieux programme de mise sous tutelle des territoires périphériques de la Russie, il s'appuie sur les militaires pour obtenir satisfaction, notamment face à la délégation austro-hongroise, représentante d'une double monarchie aux abois. Il propose ainsi de soutenir la pénétration économique de sociétés allemandes en Russie, notamment dans le domaine de l'extraction des matières premières et les chemins de fer. 
La paix avec la Russie conclue, il participe aux négociations austro-allemandes précédant la paix avec la Roumanie, proposant une nouvelle méthode pour parvenir à la prise de contrôle de l'économie roumaine, par l'annulation des accords entre la Roumanie et les sociétés américaines, britanniques et françaises, tandis que des baux à long terme seraient concédés par l'État roumain à des sociétés allemandes ou au Reich directement.

### Ambassadeur
Nommé rapidement ambassadeur à Moscou, il se montre rapidement partisan d'une alliance avec le pouvoir bolchevique, devenant ainsi l'artisan du traité de Berlin.

## Après la guerre
Acteur du conflit, il est rapidement écarté des responsabilités à partir de la fin de l'année 1918, malgré sa volonté, formalisée à la fin de l'année 1916 par la création d'un comité destiné à faciliter la transition de l'économie de guerre vers une économie de temps de paix, de garantir le retour à la paix dans de bonnes conditions économiques pour le Reich. 

### Préparation de l'Après-guerre
Au cours de l'année 1918, Helfferich et son bureau commencent la préparation de l'après-guerre. 
En effet, le 4 février 1918, il se préoccupe de l'accès, pour l'économie allemande, aux matières premières, alors en grande partie contrôlées par les Alliés : il lance ainsi une grande enquête auprès des entreprises allemandes afin de déterminer leurs besoins en matières premières dans les premières années de paix. 
Cette enquête a des répercussions sur les milieux économiques du Reich : Certains voient cette enquête comme l'amorce d'un dirigisme qu'ils refusent, alors Helfferich la voit plus comme le prélude à la mise en place d'une nouvelle politique économique et commerciale du Reich, basée sur une organisation rationnelle de l'économie, basée sur un haut degré de concertation; dans ce cadre, des commissions sont organisées, compétentes par grand secteur industriel. 

## Traductions, notes et références